# Consolidated XP4Y Corregidor
Consolidated XP4Y (định danh của hãng chế tạo là Model 31) là một loại tàu bay tuần tra biển tầm xa hai động cơ của Hoa Kỳ, do hãng Consolidated Aircraft chế tạo cho Hải quân Hoa Kỳ. Chỉ có 1 chiếc được chế tạo và hợp đồng sản xuất 200 chiếc đã bị hủy bỏ.

## Tính năng kỹ chiến thuật (XP4Y-1)
Dữ liệu lấy từ The Illustrated Encyclopedia of Aircraft (Part Work 1982-1985), 1985, Orbis Publishing, Page 1194
Đặc điểm tổng quát
- Chiều dài: 74 ft 1 in (22.58 m)
- Sải cánh: 110 ft 0 in (33.53 m)
- Chiều cao: 25 ft 2 in (7.67 m)
- Diện tích cánh: 1048 ft2 (97.36 m2)
- Trọng lượng có tải: 48.000 lb (21772 kg)
- Động cơ: 2 × Wright R-3350-8 Cyclone 18, 2300 hp (1715 kW) mỗi chiếc

Hiệu suất bay
- Vận tốc cực đại: 247 mph (398 km/h)
- Vận tốc hành trình: 136[1] mph (219 km/h)
- Tầm bay: 3.280 dặm (5.279 km)
- Trần bay: 21.400 ft (6520 m)
- Vận tốc lên cao: 1.230[1] ft/min (6,25 m/s)

Vũ khí trang bị
- 1 x pháo 37mm
- 2 x súng máy 0.5in (12,7mm)
- 4.000lb (1.814kg) bom hoặc bom chống tàu ngầm